# 彼得舍姆 (麻薩諸塞州普查規定居民點)
彼得舍姆（英語：Petersham）是位於美國麻薩諸塞州烏斯特縣的一個普查規定居民點。

## 人口
根據2020年美國人口普查的數據，彼得舍姆的面積為3.20平方千米，當中陸地面積為3.20平方千米，而水域面積為0.00平方千米。當地共有人口225人，而人口密度為每平方千米70.31人。